# ديفيد توماس فلمنج
ديفيد توماس فلمنج (بالإنجليزية: David Thomas Fleming)‏ هو سياسي نيوزلندي، ولد في 1861، وتوفي في 1938.